# Ixora brevipedunculata
Ixora brevipedunculata är en måreväxtart som beskrevs av Francis Raymond Fosberg. Ixora brevipedunculata ingår i släktet Ixora och familjen måreväxter. Inga underarter finns listade i Catalogue of Life.